# Dalton (Dumfries and Galloway)
Dalton ist eine kleine Siedlung südlich von Dumfries im Distrikt Dumfries and Galloway in Schottland. Die Stadt liegt vier Kilometer südlich der Stadt Lockerbie, die durch einen Terroranschlag in den 1980er Jahren berühmt wurde.
Die Kirche von Dalton wurde im 12. Jahrhundert erbaut. Bemerkenswert ist, dass es in Dalton vier große Familien gibt, welche dort schon seit über 200 Jahren leben.